# Saint-Léger-du-Gennetey
Saint-Léger-du-Gennetey es una localidad y comuna francesa situada en la región de Alta Normandía, departamento de Eure, en el distrito de Bernay y cantón de Bourgtheroulde-Infreville.

## Demografía
| 94 | 96 | 82 | 88 | 89 | 106 |
| Para los censos de 1962 a 1999 la población legal corresponde a la población sin duplicidades (Fuente: INSEE [Consultar]) |    |    |    |    |     |